# Sublimis Deus
Sublimis Deus é uma bula papal emitida em 29 de maio de 1537 e promulgada em 2 de junho do mesmo ano, pelo Papa Paulo III, em que afirma que os índios americanos são homens, capazes de compreender a fé cristã e que  pela qual condena explicitamente a escravidão desses e de todos os outros  povos que viessem a ser descobertos , mesmo que alheios á fé cristã.

## Conteúdo
A todos os fiéis cristãos a quem este escrito vier a chegar, saudações em Cristo nosso Senhor e a benção apostólica.
O Deus sublime amou tanto a raça humana e criou os homens com tanta sabedoria, que eles não só participam dos bens que as outras criaturas gozam, como ainda foram dotados com a capacidade de alcançar o inacessível e invisível Deus Supremo e olhá-lo face a face; e uma vez que os homens, de acordo com o testemunho das Sagradas Escrituras, foram criados para gozar da vida e da felicidade eternas, às quais ninguém há de obter senão pela fé em nosso Senhor Jesus Cristo, é necessário que eles possuam a natureza e as faculdades suficientes para receber tal fé; e quem quer que seja dotado com tais faculdades deveria ser capaz de receber a mesma fé. Não é concebível que alguém possa possuir tão pouco entendimento a ponto de desejar a fé e, ainda assim, ser destituído da faculdade mais necessária a recebê-la. Assim Cristo, que é a própria Verdade, que jamais falhou e não pode falhar, disse aos anunciadores da fé que Ele elegeu para tal ofício “Ide e ensinai a todas as nações”. Ele disse todas, sem exceção, pois todas são capazes de receber as doutrinas da fé.
O inimigo da raça humana, que se opõe todas as boas ações a fim de levar os homens à ruína, olhando-a com inveja, elaborou um estratagema jamais visto até então, pelo qual pretende prejudicar a pregação da palavra de Salvação de Deus aos povos: ele inspirou seus correligionários, que, para agradá-lo, não hesitam em propalar mundo afora que os índios do Oeste e do Sul, e outras pessoas das quais tivemos notícias recentemente deveriam ser tratadas como animais brutos criados para o nosso serviço, pretextando que seriam incapazes de receber a fé católica.
Nós, que, embora indignos, exercemos sobre a terra o poder de nosso Senhor e buscamos com todas as nossas forças recolher as ovelhas dispersas de seu rebanho no aprisco a nós confiado, consideramos, no entanto, que os índios são verdadeiramente homens e que eles não só são capazes de compreender a fé católica, como, segundo nos informaram, anseiam sobremaneira recebê-la. Desejosos de prover amplo remédio para estes males, definimos e declaramos pela presente Encíclica, ou por qualquer sua tradução assinada por qualquer notário público e selada com o selo de qualquer mandatário eclesiástico, a quem se deve dar os mesmos créditos que às autoridades originais, que, não obstante o que quer que se tenha dito ou se diga em contrário, os ditos índios e todos os outros povos que venham a ser descobertos pelos cristãos, não devem em absoluto ser privados de sua liberdade ou da posse de suas propriedades, ainda que sejam alheios à fé de Jesus Cristo; e que eles devem livre e legitimamente gozar de sua liberdade e da posse de sua propriedade; e não devem de modo algum ser escravizados; e se o contrário vier a acontecer, tais atos devem ser considerados nulos e sem efeito.
Em virtude da nossa autoridade apostólica, definimos e declaramos pela presente encíclica ou por qualquer tradução assinada por um notário público e selada com o selo da dignidade eclesiástica, que imporá a mesma obediência que o original, que os mesmos índios e quaisquer outros povos devem ser convertidos à fé de Jesus Cristo através do anúncio da palavra de Deus e pelo exemplo de uma vida boa e santa.
Dado em Roma, em 29 de maio de 1537, o terceiro de nosso pontificado.